# Glojach
Glojach è una frazione di 244 abitanti del comune austriaco di Sankt Stefan im Rosental, nel distretto di Südoststeiermark (Stiria). Già comune autonomo, il 1º gennaio 2015 è stato aggregato a Sankt Stefan im Rosental.